# Toboła (rejon grodzieński)
Toboła al. Toboły, Tobołka (biał. Табала, ros. Табола) – wieś na Białorusi, w obwodzie grodzieńskim, w rejonie grodzieńskim, w sielsowiecie Wiercieliszki.

## Historia
Dawniej należała do ekonomii grodzieńskiej w województwie trockim Rzeczypospolitej Obojga Narodów. W czasach zaborów w granicach Imperium Rosyjskiego, w guberni grodzieńskiej. W latach 1921–1939 wieś leżała w Polsce, w województwie białostockim, w powiecie grodzieńskim, w gminie Wiercieliszki.
Według Powszechnego Spisu Ludności z 1921 roku zamieszkiwało tu 259 osób, 1 było wyznania rzymskokatolickiego, 258 prawosławnego. Jednocześnie 1 mieszkaniec zadeklarował polską przynależność narodową, 258 białoruską. Było tu 48 budynków mieszkalnych.
Miejscowość należała do parafii rzymskokatolickiej w Kozłowiczach i prawosławnej w Wiercieliszkach. Podlegała pod Sąd Grodzki i Okręgowy w Grodnie; właściwy urząd pocztowy mieścił się w Wiercieliszkach.
W wyniku napaści ZSRR na Polskę we wrześniu 1939 miejscowość znalazła się pod okupacją sowiecką. 2 listopada została włączona do Białoruskiej SRR. 4 grudnia 1939 włączona do nowo utworzonego obwodu białostockiego. Od czerwca 1941 roku pod okupacją niemiecką. 22 lipca 1941 r. włączona w skład okręgu białostockiego III Rzeszy. W 1944 miejscowość została ponownie zajęta przez wojska sowieckie i włączona do obwodu grodzieńskiego Białoruskiej SRR.
Od 1991 wchodzi w skład Białorusi.